# آيت مسعود (آيت مسعود)
آيت مسعود هو دُوَّار يقع بجماعة اسرير، إقليم كلميم، جهة كلميم واد نون في المملكة المغربية. ينتمي الدوّار لمشيخة آيت مسعود التي تضم دوارا واحدا يسمى بگصر أيت مسعود. يقدر عدد سكانه بـ 517 نسمة حسب الإحصاء الرسمي للسكان والسكنى لسنة 2004.

## وصلات خارجية
- البوابة الوطنية للجماعات الترابية
- المندوبية السامية للتخطيط